# Shantae: Half-Genie Hero
Shantae: Half-Genie Hero es un juego de plataformas desarrollado por WayForward Technologies e Inti Creates para Windows, PlayStation 4, PlayStation Vita, Wii U, Xbox One y Nintendo Switch. Es el cuarto episodio del serie (después de Shantae, Risky's Revenge y The Pirate's Curse), y el primero para las consolas de sobremesa.
El juego fue financiado por los jugadores en Kickstarter. La campaña de Kickstarter se acabó en octubre de 2013, pero WayForward aún aceptó las donaciones vía PayPal en su sitio web hasta el 16 de diciembre de 2014.

## Argumento
Despertada en el medio de la noche por una voz familiar, Shantae descubre en Scuttle Town una escotilla misteriosa, que abre sobre una caverna luminosa, la cual esconde una fuente linda. Tocando su agua, Shantae se encuentra transportada al Reino de los genios. Frente a sus pies, un sello mágico se rompe, y un poderoso malo se escapa, mientras que todo volve a ser confundido alrededor de Shantae, y ella se desmaya. Se despierta entonces en su cama, y se pregunta si solo estaba un sueño o si es una profecía de eventos del porvenir.

## Modo de juego
El jugador controla a Shantae, una semi-genio que, cómo en los primeros juegos, puede defenderse utilizando su cabellera como un latigó, y puede transformarse en varias criaturas con sus propias capacidades. El juego se divide en capítulos, en los cuales el jugador puede volver con nuevos poderes para descubrir nuevas vías y más poderes.
Una diferencia con los episodios previos es que el jugador puede también elegir la némesis de Shantae, Risky Boots, quién utiliza "Tinker-Tools" para compensar la ausencia de poderes mágicos. Su modo se divide según una estructura idéntica a lo de Shantae.
El 23 de agosto de 2014, la campaña, a través de Paypal, alcanzó una nueva meta, lo que significa que el jugador podrá jugar con los amigos de Shantae, que son Sky, Bolo y Rottytops. Detalles sobre sus modos de juego no han sido desvelados ya.

## Desarrollo
Al principio de septiembre de 2013, WayForward anunció el proyecto Shantae: Half-Genie Hero, el primer juego de la serie para las consolas de sobremesa. La financiación del juego se basaba en el principio del micromecenazgo por parte de los jugadores, vía una campaña de Kickstarter de un mes para obtener $400 000. Esta campaña se acabó el 4 de octubre de 2013, con casi $800 000, dos veces el objetivo inicial. WayForward siguió pidiendo donaciones de los jugadores en su sitio web, donde los jugadores pudieron dar dinero vía PayPal para la financiación del juego, hasta el 16 de diciembre de 2014, cuando la campaña se acabó con casi $950 000.
El sueño/visión de Shantae en el prólogo originalmente iba a incluir una batalla contra un jefe, pero fue descartado.Originalmente se iba a incluir un lugar llamado "Pueblo Agua Dulce", que serviría como prólogo para el capítulo "Cascada de las Sirenas", donde Shantae asusta accidentalmente a los tritones, lo que la llevó a investigar su situación. En el juego final, dicha zona no aparece.Uno de los capítulos adicionales planeados presentaba el regreso de Nega-Shantae de entre los muertos. Desafortunadamente, no se financió a tiempo, y aunque aparece, solo aparece en una escena cinemática de la historia principal. WayForward la convirtió en la antagonista principal de la campaña "Amigos hasta el final".Otro contenido que no se financió incluyó doblaje completo, escenas cinemáticas animadas y un capítulo donde Risky supuestamente se reforma. La sinopsis sugiere que era una versión ampliada del final del juego con el jefe final.